# Leopold af Storbritannien
Prins Leopold, Hertug af Albany (Leopold George Duncan Albert; 7. april 1853 - 28. marts 1884) var en britisk prins, der var den yngste søn af Dronning Victoria af Storbritannien og hendes gemal Prins Albert af Sachsen-Coburg og Gotha. Han havde titel af hertug af Albany fra 1881 til sin død i 1884.
Prins Leopold led af hæmofili og døde som følge heraf som blot 30-årig.
Prins Leopold er oldefar til Kong Carl 16. Gustaf af Sverige.

## Biografi
Prins Leopold blev født den 7. april 1853 på Buckingham Palace i London. Han var det ottende barn og den fjerde og yngste søn af dronning Victoria af Storbritannien og hendes gemal prins Albert af Sachsen-Coburg og Gotha. Under fødslen valgte Dronning Victoria at bruge kloroform og sanktionerede dermed brugen af anæstesi under fødsler, en praksis der for nylig var udviklet af professor James Young Simpson. Kloroformen blev tildelt af lægen John Snow.
Han blev døbt den 28. juni 1853 i Det Private Kapel i Buckingham Palace af ærkebiskoppen af Canterbury, John Bird Sumner, med navnene Leopold George Duncan Albert. Hans forældre valgte at opkalde ham efter deres fælles onkel, Kong Leopold 1. af Belgien. Hans faddere var hans mors fætter, Kong Georg 5. af Hannover, Prinsesse Augusta af Preussen, Prinsesse Mary Adelaide af Cambridge, og hans onkel, Fyrst Ernst 1. af Hohenlohe-Langenburg. Som barn af den regerende britiske monark havde han titel af prins og prædikat af Kongelig Højhed fra fødslen.
Allerede tidligt i barndommen blev det opdaget, at Leopold led af hæmofili. Leopold var dermed det første kendte tilfælde af denne sygdom i den britiske kongefamilie, da hans ældre brødre var raske. Nogle af hans søstre var ganske vist bærere af denne arvelige sygdom, men de var selv raske. Han var et skrøbeligt barn og blev beskyttet meget af sin mor på grund af sygdommen. I løbet af hans liv blev der endvidere spekuleret i, om han led af en mild form for epilepsi ligesom sin grandnevø, Prins John af Storbritannien. Da en militær karriere var udelukket for ham på grund af hans sygdom, fungerede Leopold primært som sponsor for kunst og litteratur. I 1878 blev han præsident for Royal Society of Literature og i 1879 vicepræsident for Royal Society of Arts.

## Ægteskab
Prins Leopold giftede sig den 27. april 1882 i St George's Chapel på Windsor Castle med Prinsesse Helena af Waldeck og Pyrmont, datter af Fyrst Georg Viktor af Waldeck og Pyrmont og Prinsesse Helene af Nassau. Parret fik to børn, hvoraf den yngste søn blev født posthumt.

## Død
Han døde den 28. marts 1884, blot 30 år gammel, under et ophold i Cannes i Sydfrankrig, efter at han havde fået en knæskade ved et fald fra en hest som følge af sin blødersygdom. Han blev begravet i St George's Chapel på Windsor Castle. Fire måneder efter hans død blev hans søn Carl Eduard født, som dermed var den 2. hertug af Albany fra sin fødsel.
Hans enke Helene fortsatte med at bo på Claremont House med deres to børn. Hun døde den 1. september 1922 i Hinterriss i Østrig, hvor hun også blev begravet.

## Børn
| Navn                             | Født                             | Død                              | Bemærkninger |
| Med Helena af Waldeck og Pyrmont | Med Helena af Waldeck og Pyrmont | Med Helena af Waldeck og Pyrmont | Med Helena af Waldeck og Pyrmont                                                                                  |
| -------------------------------- | -------------------------------- | -------------------------------- | --- |
| Prinsesse Alice                  | 25. februar 1883                 | 3. januar 1981                   | Gift 10. februar 1904 med Prins Alexander af Teck (1874–1957)                                                     |
| Prins Charles Edward             | 19. juli 1884                    | 6. marts 1954                    | Hertug af Sachsen-Coburg og Gotha 1905–1918 Gift 11. oktober 1905 med Victoria Adelheid af Glücksborg (1885–1970) |